# Nils Rosén
Nils Rosén   (Helsingborg, 22 de maig de 1902 - Helsingborg, 25 de juny de 1951) fou un futbolista suec de la dècada de 1930.
Fou 25 cops internacional amb la selecció sueca amb la qual participà en la Copa del Món de Futbol de 1934.
Pel que fa a clubs, defensà els colors de Helsingborgs IF.